# Хайнрих I фон Бруххаузен
Хайнрих I фон Бруххаузен (на немски: Heinrich I Graf von Bruchhausen; † сл. 1202/сл. 1250/сл. 1270) е граф и рицар от род Бруххаузен в района на Дипхолц. Фамилията е клон на рода на графовете фон Олденбург.

## Произход
Той е син на Лудолф фон Бруххаузен († сл. 1160) и внук на Лудолф (Конрад) фон Грименберг († сл. 1153/сл. 1154). Брат е на господар Лудолф фон Бруххаузен († 1233/1238).
Линията на графовете фон Ной-Бруххаузсен изчезва със смъртта на потомъка Герхард I ок. 1310 г. Линията на графовете фон Алт-Бруххаузен изчезва с Ото († сл. 1298). Алтбруххаузен и Нойбруххаузен отиват през 14 век на графовете на Хоя.

## Фамилия
Хайнрих I фон Бруххаузен има децата:
- син (* пр. 1247)
- Хайнрих II фон Бруххаузен († сл. 1250), женен за фон Дипхолц († сл. 1233), сестра на Куно или Конрад († 1266), епископ на Минден (1261 – 1266), и дъщеря на Куно III фон Дипхолц († 1233) и Юта († сл. 1233 или сл. 1239)
- Херман фон Бруххаузен († сл. 1258)
- Алберт фон Бруххаузен († сл. 1288)